# Karabin jednostrzałowy

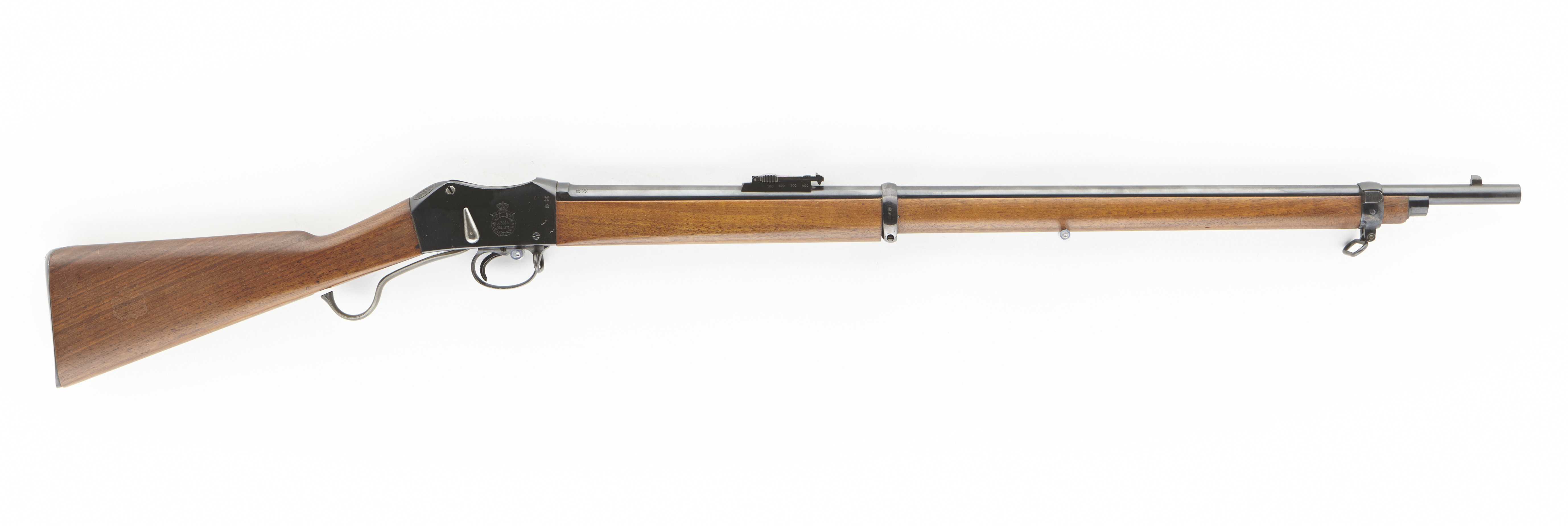
Karabin jednostrzałowy Martini-Henry

Karabin jednostrzałowy – karabin, w którym strzelec po oddaniu strzału musi załadować broń pojedynczym nabojem (broń nie posiada magazynka).
Wśród karabinów jednostrzałowych możemy wyróżnić:
- Starsze karabiny odprzodowe (rozdzielnego ładowania) popularne od XVII do połowy XIX w., w których osobno umieszczano ładunek miotający oraz pocisk[2].
- Nowocześniejsze karabiny odtylcowe zasilane amunicją zespoloną (ładunek i pocisk umieszczone w łusce).
  - z nabojem z łuską papierową, tzw. karabiny iglicowe (od lat 30. do 60. XIX w.)
  - z nabojem z łuską metalową (od lat 60 do 80 XIX w.)

Od lat 60. XIX w. karabiny jednostrzałowe były stopniowo wypierane przez karabiny powtarzalne (posiadające magazynki), aż do ich całkowitego zmarginalizowania pod koniec stulecia.